# 2019년 대한민국의 베스트셀러 목록
다음은 2019년 대한민국의 베스트셀러 목록이다. 

## 종합
1. 여행의 이유
2. 고요할수록 밝아지는 것들
3. 나는 나로 살기로 했다
4. 90년생이 온다
5. 철학은 어떻게 삶의 무기가 되는가
6. 봉제인형 살인사건
7. 아주 작은 습관의 힘
8. 꽃을 보듯 너를 본다(J. H Classic 2)(양장본 HardCover)
9. 돌이킬 수 없는 약속
10. 흔한남매. 1
11. 곰돌이 푸, 행복한 일은 매일 있어
12. 해커스 토익 기출 보카 TOEIC VOCA(개정판 5판)
13. 82년생 김지영(오늘의 젊은 작가 13)(양장본 HardCover)
14. 12가지 인생의 법칙
15. 언어의 온도(3주년 150만부 기념 에디션)
16. 공부머리 독서법
17. 하마터면 열심히 살 뻔했다
18. 50대 사건으로 보는 돈의 역사
19. 죽음. 1(양장본 HardCover)
20. 오늘은 이만 좀 쉴게요(The cat edition)
21. 반일 종족주의
22. 사피엔스
23. 당신이 옳다
24. 말센스(교보문고 리커버 한정판)(리커버:K)(양장본 HardCover)
25. 유럽 도시 기행. 1
26. 아가씨와 밤
27. 아몬드(양장본 HardCover)
28. 팩트풀니스(양장본 HardCover)
29. 추리 천재 엉덩이 탐정. 8: 괴도와 납치된 신부 사건(양장본 HardCover)
30. 참 소중한 너라서(있는 그대로)
31. 설민석의 삼국지. 1
32. 걷는 사람, 하정우(책다시숲 리커버 에디션)
33. 부자 아빠 가난한 아빠. 1(20주년 특별 기념판)(개정증보판)
34. 천년의 질문. 1(양장본 HardCover)
35. 다산의 마지막 공부(10만부 기념 리커버 에디션)(양장본 HardCover)
36. 나미야 잡화점의 기적(양장본 HardCover)
37. 인어가 잠든 집
38. 지쳤거나 좋아하는 게 없거나
39. 해커스 토익 RC 리딩(Hackers TOEIC Reading)(개정판)
40. 트렌드 코리아 2019
41. 추리 천재 엉덩이 탐정과 카레사건(추리 천재 엉덩이 탐정 S 1)
42. 설민석의 조선왕조실록
43. 죽고 싶지만 떡볶이는 먹고 싶어
44. 심리학이 이렇게 쓸모 있을 줄이야
45. 개인주의자 선언
46. 빨강 머리 앤(더모던 감성클래식 2)(양장본 HardCover)
47. 역사의 쓸모(윈터 에디션)(양장본 HardCover)
48. 해커스 토익 LC 리스닝(Hackers TOEIC Listening)(개정판 7판)
49. 박막례, 이대로 죽을 순 없다
50. 포노 사피엔스
51. 어떻게 살 것인가
52. 자존감 수업
53. 해커스 토익 스타트 리딩(Hackers TOEIC Start Reading)(신토익 Edition)(3판)
54. 수미네 반찬. 1(한정판 리커버 에디션)
55. 104층 나무 집(456 book 클럽)(양장본 HardCover)
56. 당신은 뇌를 고칠 수 있다
57. 백년을 살아보니
58. 나도 아직 나를 모른다
59. 트렌드 코리아 2020
60. 코스모스(보급판)
61. 제10회 젊은작가상 수상작품집(2019)
62. 설민석의 한국사 대모험. 10
63. 총 균 쇠
64. 직지. 1(양장본 HardCover)
65. 골든아워. 1
66. 무례한 사람에게 웃으며 대처하는 법
67. 타인의 시선을 의식해 힘든 나에게
68. 부의 추월차선
69. 이기적 유전자(40주년 기념판)
70. 모든 순간이 너였다
71. 내게 무해한 사람
72. 지적 대화를 위한 넓고 얕은 지식
73. 진이, 지니
74. 사업을 한다는 것(CEO의 서재 시리즈 16)
75. 좋은지 나쁜지 누가 아는가
76. 마력의 태동
77. 일 잘하는 사람은 단순하게 합니다
78. 인생의 마지막 순간에서
79. 가장 예쁜 생각을 너에게 주고 싶다
80. 초예측(양장본 HardCover)
81. 열두 발자국
82. 앞으로 5년 한국의 미래 시나리오(양장본 HardCover)
83. 정리하는 뇌
84. 임신 출산 육아 대백과(2019~2020)(개정판)
85. 아들아, 삶에 지치고 힘들 때 이 글을 읽어라
86. 세계에서 가장 자극적인 나라(양장본 HardCover)
87. 방구석 미술관
88. 미움받을 용기
89. 해커스 토익 스타트 리스닝(Hackers TOEIC Start Listening)(신토익 Edition)
90. 2020 부의 지각변동
91. 혼자가 혼자에게(Iceland Edition)(10만 부 기념 특별 한정판)
92. 연필로 쓰기
93. 연애 백문백답
94. 라이언, 내 곁에 있어줘(카카오프렌즈(Kakao Friends))
95. 초격차(양장본 HardCover)
96. 숨
97. Who? K-pop BTS(양장본 HardCover)
98. 말의 품격
99. 말 그릇(비울수록 사람을 더 채우는)
100. 댄 애리얼리 부의 감각

## 같이 보기
- 대한민국의 베스트셀러